# نیکو مای
نیکو مای (آلمانی: Nico Mai؛ زادهٔ ۹ مارس ۲۰۰۱) بازیکن فوتبال اهل آلمان است که به‌عنوان مدافع چپ در باشگاه فوتبال هولشتاین کیل بازی می‌کند.